# Вси светии (Люлин)
„Вси светии“ (или „Всички светии“) е малък параклис в източната част на Люлин планина, България. Посветен е общо на всички светии.
Намира се в столичната Софийска област, в южната част на район Овча купел в Столичната община.
Отстои на 5 километра югозападно от софийския квартал Суходол, на 3 километра югоизточно от село Мало Бучино, на 1 километър северозападно от Горнобански (Люлински) манастир „Св. св. Кирил и Методий“.
Предпочитана изходна точка от столицата е кв. Суходол, откъдето до параклиса води черен път с добра видимост. Откъм кв. Горна баня се стига по маркировка с червена и синя линия. До близката местност Манастирски (Бонсови) поляни пътува автобус по маршрут 103, а оттам покрай манастира се стига за около 30 – 40 минути пеша. Намира се по средата на пътека в направление югоизток – северозапад от манастира до селото, наречена Алея на здравето. На 1100 метра югозападно от параклиса е връх Дупевица, първенецът на планината Люлин.
Параклисът е от светогорски тип. Край него има малък заслон и кухня. До параклиса минава рекичка, където е направена чешма през 2001 г.